# Коротка вулиця (Київ)
Коротка ву́лиця — зникла вулиця, що існувала в Дніпровському районі міста Києва, місцевість Куликове. Пролягала від вулиці Вересая до Крайньої вулиці.

## Історія
Виникла у 1-й половині ХХ століття під назвою Нова. Назву Коротка вулиця набула 1957 року.
Ліквідована у 1977 році у зв'язку зі знесенням старої забудови колишнього селища Куликове та частковим переплануванням місцевості.